# Bounds Green (stanice metra v Londýně)
Bounds Green je stanice metra v Londýně, otevřená 19. září 1932. Neúspěšné alternativy jména stanice zněly Wood Green North a Brownlow Road. Stanice leží na lince :
- Piccadilly Line (mezi stanicemi Wood Green a Arnos Grove)

| Rok  | Počet cestujících |
| ---- | ----------------- |
| 2011 | 5,59 mil          |
| 2012 | 5,74 mil          |
| 2013 | 6,16 mil          |
| 2014 | 6,56 mil          |